# Ахмаду Ахиджо
Ахмаду Ахиджо е първият президент на независим Камерун.

## Биография
Роден е на 24 август 1924 г. в Гароуа, Северен Камерун. Майка му има робски произход. Именно тя насочва Ахиджо към исляма, въпреки че едва 20% от общото население на Камерун изповядва тази религия. Първоначално работи като радио оператор.
През 1946 г. започва политическата кариера на Ахмаду Ахиджо. От 28 януари до 10 май 1957 г. е президент на Законодателната асамблея на Камерун. На 1 януари 1960 г. е избран за президент на Камерун. Заема тази длъжност в продължение на 22 години, като през 1982 г. Пол Бия е избран за следващия президент на Камерун.
Умира на 30 ноември 1989 г. в Дакар, Сенегал на 65-годишна възраст.